# Sôyakysten
Sôyakysten (ang. Sôya Coast, jap. Sōya Kaigan) – wschodnie wybrzeże zatoki Lützow-Holm Bay, położone pomiędzy jęzorem lodowcowym Flattunga a Lodowcem Shirase. Zostało naniesione na mapy przez norweskich kartografów na podstawie zdjęć z powietrza wykonanych podczas ekspedycji Larsa Christensena w latach 1936-37. Jego nazwa pochodzi od statku ekspedycyjnego „Sōya”, który brał udział w czterech japońskich ekspedycjach antarktycznych.